# Liste von Persönlichkeiten aus Ponte Tresa TI
Diese Liste enthält in Ponte Tresa im Kanton Tessin geborene Persönlichkeiten und solche, die in Ponte Tresa ihren Wirkungskreis hatten, ohne dort geboren zu sein. Die Liste erhebt keinen Anspruch auf Vollständigkeit.

## Persönlichkeiten
(Sortierung nach Geburtsjahr)
- Bartolomeo da Ponte Tresa (* um 1495 in Ponte Tresa; † vor 15. Oktober 1557 ebenda ?), Maler, Freskant in der Nachfolge von Bernardino Luini, tätig in der Lombardei und 17. April 1522 im Muralto; Autor der Fresken in der Kirche Santa Maria degli Angeli in Lugano um 1525.[1][2]

- Adelfamilie Crivelli. [3]
  - Giovanni Alberto Crivelli (* um 1510 in Pura; † nach 1536 in Ponte Tresa), Hauptmann, Stammvater der Crivelli von Ponte Tresa[4]
  - Giovanni Ambrogio Crivelli (* 1564 in Pura TI; † 1629 in Ponte Tresa), Anwalt und Notar[5]
  - Giovanni Francesco Crivelli (* um 1619 in Ponte Tresa; † nach 1648 ebenda), Baumeister, er restaurierte die Befestigungen von Cremona[3]
  - Gaetano Crivelli (* um 1680 in Mailand; † nach 1716 ebenda), aus Ponte Tresa, Mitglied des Rats von Mailand, erhielt am 23. September 1716 von Karl VI. (HRR) den Titel eines Grafen von Ossolaro[3]
  - Marietta Crivelli-Torricelli (* 24. Juni 1853; † 1928), sie zeichnete sich besonders während des Ersten Weltkriegs durch ihre Fürsorgetätigkeit zu Gunsten der Schweizersoldaten und Kriegsgefangenen aus; Gründerin der Società di Mutuo Soccorso femminile, Mitgründerin des Dispensario per lattanti[6][7]
  - Edoardo Crivelli (* 19. März 1866 in Ponte Tresa; † 16. August 1911 in Caslano), Kunstmaler, er besorgte die Ausschmückung der Bäder von Aix-les-Bains. Er arbeitete vor allem im Bereich der Wanddekoration von öffentlichen und privaten Gebäuden[3][8]
  - Aldo Crivelli (1907–1981), Kunstmaler, Archäologe, Schriftsteller, Dozent.

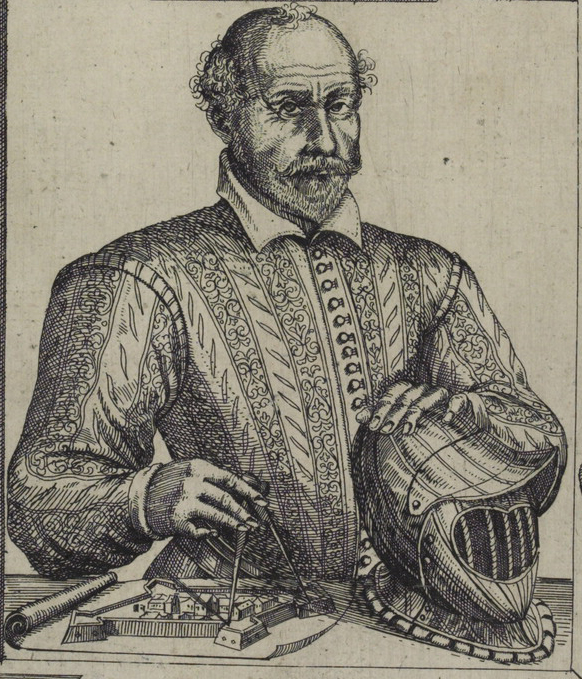
Agostino Ramelli Porträt

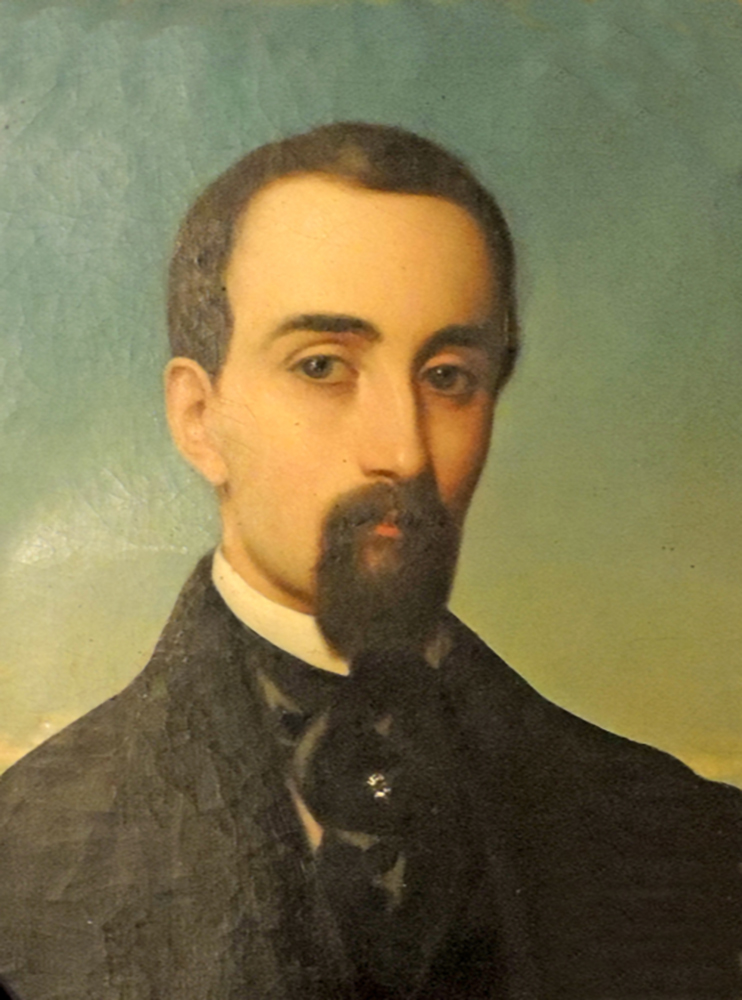
Postumes Porträt von Angelo Maria Stoppani (zweite Hälfte des 19. Jahrhunderts)

Aldo Crivelli (1970)

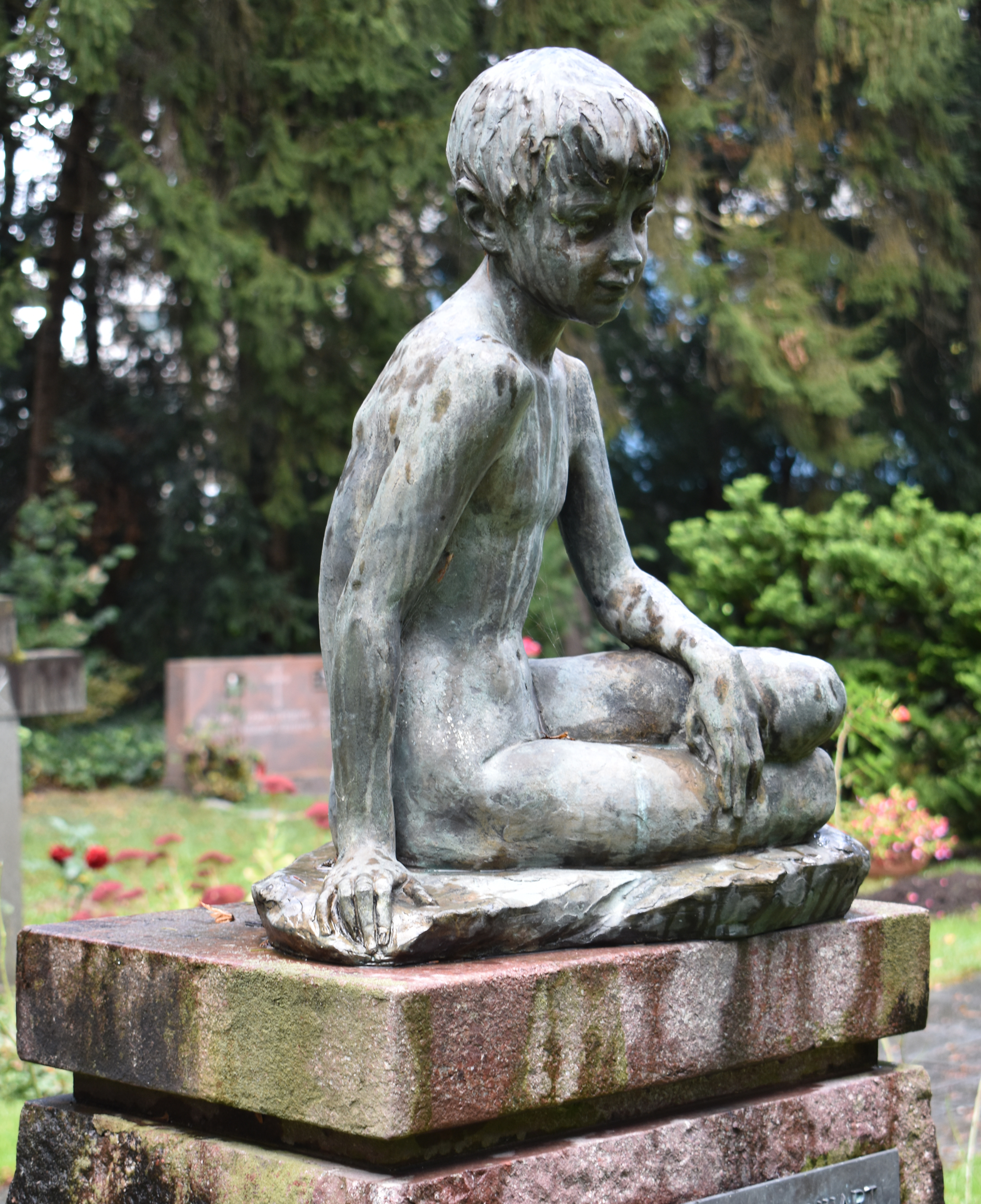
Adriano Bozzolo: Grabstätte Familie Wegmann-Hanhart,
Friedhof Sihlfeld, Zürich um 1985

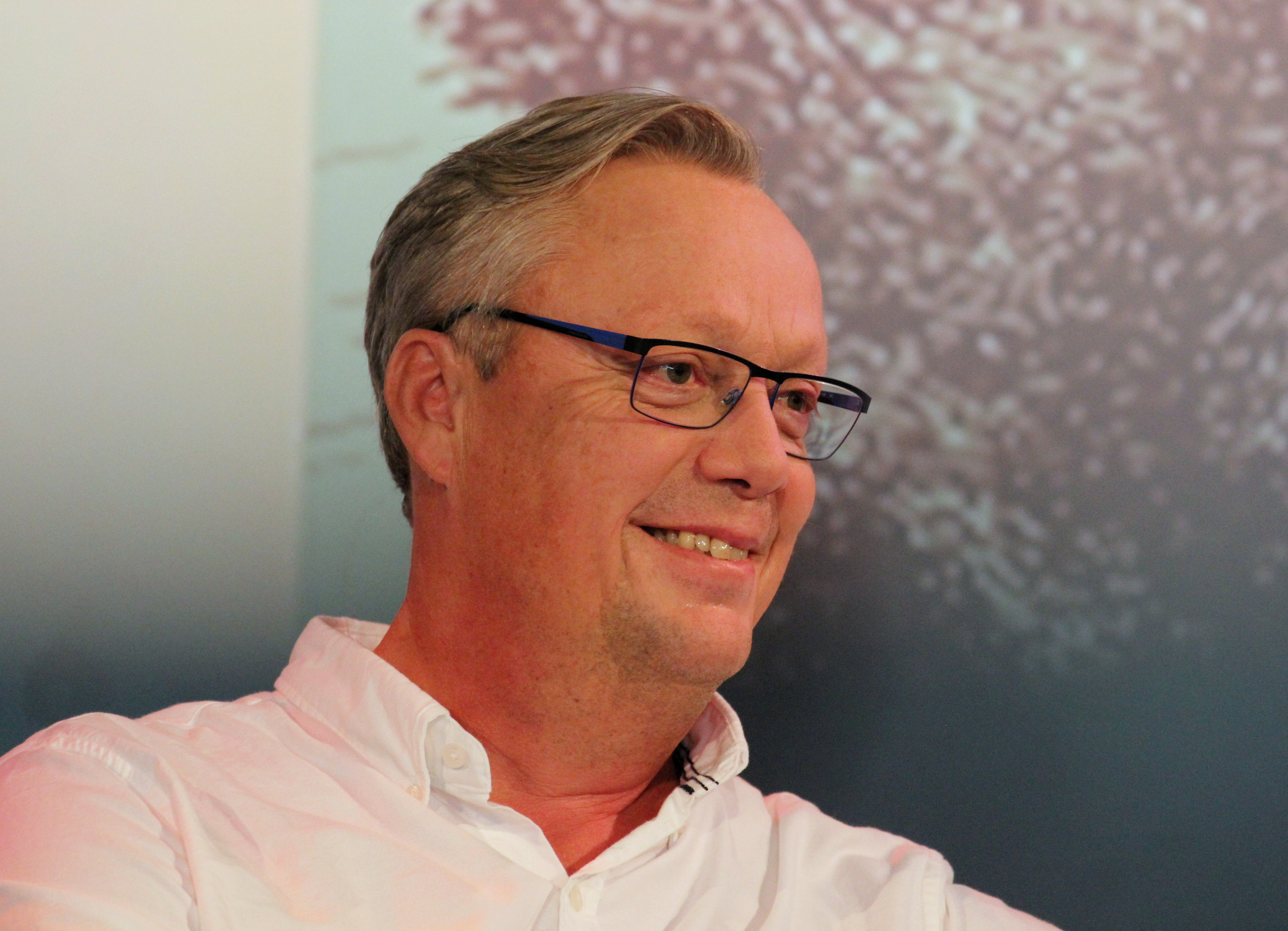
Jonas Jonasson auf der Frankfurter Buchmesse 2018

- Agostino Ramelli (um 1531–nach 1608), Militäringenieur, Erfinder und Autor.

- Familie Stoppani. [9]
  - Andrea Stoppani (* um 1570 in Ponte Tresa; † nach 1613 ebenda ?), Baumeister im Pontecurone[10]
  - Giovan Battista Stoppani (* um 1575 in Ponte Tresa; † nach 1613 ebenda ?), Baumeister in Mailand, er erhielt 1616 von Philipp III. (Spanien) das Bürgerrecht von Mailand für sich und seine Nachkommen[9][11]
  - Girolamo Stoppani (* um 1600 in Ponte Tresa; † nach 1666 ebenda), Sohn des Giovanni Battista, Adel, Wohltäter, er testierte eine Summe zugunsten der Pfarrkirche und gründete 1663 die Kapelle der Immacolata von Ponte Tresa und schenkte ihr die Zehntrechte, die er in Ponte Tresa und in Purasca besass. Die Familie besass von da an das Patronat der Kapelle, die sie 1868 eingehen liess[12][9]
  - Giovanni Battista Stoppani (* 1670 in Ponte Tresa; † nach 1743 in Edinburgh), er studierte an der Universität Edinburgh, dann stand er im Dienst des Wienerhofes und wurde 1722 in den kaiserlichen ungarischen Adel aufgenommen. Er war Vogtstatthalter von Lugano 1743[12][9]
  - Giuseppe Stoppani (* 1700 in Ponte Tresa; † nach 1750 ebenda), Stuckateur tätig in der Kirche Madonna del Rosario (Rosenkranzkirche; fertiggestellt 1739), im Ortsteil Magliasina; 1750 stuckiertete den Chor und die Kapellen der Kirche San Bernardino zu Ponte Tresa[13]
  - Nicolò Maria Stoppani (* 1717 in Ponte Tresa: † 1792 in Lugano), Kapuziner, Professor der Philosophie und der Theologie, Generalsekretär seines Ordens in Rom[12]
  - Gerolamo Stoppani (* um 1724 in Ponte Tresa; † 1793 in Como), Priester, Domherr, dann Erzpriester der Dom zu Como, Kapitelsvikar 1789, Generalvikar[12][9]
  - Nicola Stoppani (* 21. September 1728 in Lugano; † 5. März 1814 ebenda), Leutnant der zwölförtigen Truppen[14]
  - Angelo Maria Stoppani (1768–1815), Grossneffe des Giovanni Battista, Politiker, Doktor der Rechte, er wurde verhaftet und am 13. Januar 1815 in seinem Gefängnis in Lugano ermordet
  - Giovanni Battista Stoppani (* 1779 in Ponte Tresa; † 1855 ebenda), Anwalt, Politiker und Tessiner Grossrat[15]
  - Francesco Stoppani (* 7. September 1792 in Ponte Tresa; † 8. März 1875 ebenda)[16]
  - Leone de Stoppani (1825–1895), Sohn des Giovanni Battista, Anwalt und Notar in Lugano. 1847 teilnahm er am Sonderbundskrieg, Stadtrat von Lugano, Tessiner Grossrat, Ständerat und Nationalrat

- Familie Pellegrini, Peregrini. [17]
  - NN Pellegrini (* um 1725 in Ponte Tresa; † nach 1769 ebenda), Architekt[18]
  - Annibale Pellegrini (* 9. Februar 1756 in Ponte Tresa; † 26. Juni 1826 ebenda), Anwalt, Politiker, Mitglied des helvetischen Gross Rates 1798–1800, der Kommission für die Organisation des Kantons Lugano, Tessiner Grossrat 1803–1815, Tagsatzungsgesandter 1803, Staatsschreiber, Verfasser von I vantaggi della libertà e del governo democratico rappresentativo. (1798)[19][17][20][21]
  - Giovanni Battista Pellegrini (* 13. Oktober 1765 in Ponte Tresa; † 23. Mai 1825 ebenda), Bruder des Annibale, Finanzminister, Steuerbeamter von Lugano unter der Schweizerische Herrschaft, Mitglied des Kantonsgerichts 1803 (Präsident 1803), Tessiner Grossrat 1808–1813, Mitglied des kantonalen Verwaltungsgerichts 1806–1810[17][22]
  - Bernardo Pellegrini (* 10. September 1776 in Ponte Tresa; † 7. April 1837 ebenda), Offizier in französischen Diensten, machte die Kriege Napoleons mit; Hauptmann 1810, Oberstlieutenant der Tessiner Milizen 1815, trat in holländische Dienste, wurde 1819 Oberst, Kommandant des Regiments Auf der Mauer, quittierte den Dienst 1821[17]
  - Bonaventura Pellegrini (* 1799 in Ponte Tresa; † 24. September 1845 in Trabzon), Kapuziner, Missionar in Tiflis, Kutaissi und Trapezunt[17]
  - Americo Pellegrini (* 24. August 1871 in Ponte Tresa; † nach 1834 ebenda), Advokat, Tessiner Grossrat seit 1898, Untersuchungsrichter des Sottoceneri, Appellationsrichter seit 1922[17]
  - Piero Pellegrini (1901–1959), ein Schweizer Journalist, Politiker, Tessiner Grossrat und Staatsrat (SP), er wohnte in Ponte Tresa
  - Marco Pellegrini (* 1941 in Ponte Tresa; † 12. August 1972 in Magadinoebene (Motorrad|Unfall)), Geograph, Sekundarlehrer, Forscher[23][24]

- Francesco Albisetti (* um 1765 in Ponte Tresa; † nach 1815 ebenda), Abgeordneter von Magliasina im Tessiner Grossen Rat 1803–1808 und 1813–1815[25]
- Carlo Cocchi (* 25. Mai 1771 in Ponte Tresa; † 29. September 1854 ebenda), Kunstmaler schuf religiöse Themen, Landschaften und Architekturdekoration und Renovierungsarbeiten[26]
- Giovanni Bella (* Um 1820 in Ponte Tresa; † 16. mai 1892 ebenda), Militär, Platzkommandant von Varese, Tessiner Grossrat[27]
- Bernardino Giani (* 13. November 1823 Ponte Tresa; † 16. November 1886 ebenda), Künstler, Maler schuf Porträts, religiöse Themen, Genreszenen und Historienbilder. Student an der Accademia di Belle Arti di Brera in Mailand. Ab 1870 Zeichenlehrer in Lugano[28][29]
- Bernardino Rossi (* 1856 in Ponte Tresa; † 1903 ebenda), 1900 Sekundarlehrer in der Zeichenschule von Curio[30]
- Arthur Frey (* 26. Dezember 1879 in Unterkulm; † 18. April 1959 in Ponte Tresa), Lehrer, Direktor, Schulinspektor[31]
- Elisabeth Haich (1897–1994), ungarische Künstlerin, Gründerin der 1. Yogaschule in Budapest und in Zürich
- Francesco Dario Palmisano (* 12. Juli 1929 in Neapel; † 29. Oktober 2012 in Ponte Tresa), italienischer Jesuit, Pfarrer von Ponte Tresa, Lokalhistoriker und Publizist[32]
- Adriano Bozzolo (* 12. Dezember 1927 in Varese; † 2. Februar 2011 in Ponte Tresa), italienischer Kunstmaler, Zeichner schuf Reliefs, Medaillen und Mosaike[33]
- Tullio Righinetti (* 11. Juni 1934 in Ponte Capriasca), Apotheker, Politiker, Tessiner Grossrat, Journalist wohnt in Ponte Tresa[34]
- Silvano Grandi (* 2. Juni 1946 in Ponte Tresa; † 14. Februar 2022 ebenda), Sekundarlehrer, Schuldirektor der Mittelschule von Bedigliora, Politiker, ehemaliger Gemeindepräsident von Ponte Tresa, Journalist[35]
- Jonas Jonasson (1961), schwedischer Journalist und Schriftsteller
- Stefano Spinelli (* 1963), Photograph[36]